# Алберто Сорди
Алберто Сорди (итал. Alberto Sordi) био је италијански глумац и режисер, рођен 15. јуна 1920. године у Риму, а преминуо је 24. фебруара 2003. године у Риму (Италија).